# 2. HVL 2015.
Drugu hrvatsku vaterpolsku ligu koja predstavlja treći rang hrvatskog vaterpolskog prvenstva u sezoni 2015. čini sedam klubova podijeljenih u dvije grupe.

## Ljestvice

### Jug
| mj | klub               | ut | pob | ner | por | gol+ | gol- | bod    |
| -- | ------------------ | -- | --- | --- | --- | ---- | ---- | ------ |
| 1. | Gusar Mlini        | 6  | 4   | 0   | 2   | 68   | 56   | 12     |
| 2. | KPK Korčula        | 6  | 3   | 1   | 2   | 64   | 51   | 10     |
| 3. | Cavtat             | 6  | 4   | 0   | 2   | 70   | 48   | 8 (-4) |
| 4. | Bellevue Dubrovnik | 6  | 0   | 1   | 5   | 53   | 100  | 1      |

### Sjever
| mj | klub                      | ut | pob | ner | por | gol+ | gol- | bod |
| -- | ------------------------- | -- | --- | --- | --- | ---- | ---- | --- |
| 1. | Biograd (Biograd na Moru) | 4  | 4   | 0   | 0   | 63   | 37   | 12  |
| 2. | Brodograditelj Betina     | 4  | 1   | 0   | 3   | 55   | 57   | 3   |
| 3. | Jadran Neum               | 4  | 1   | 0   | 3   | 39   | 63   | 6   |

### Doigravanje za prvaka 2. HVL
| Biograd (Biograd na Moru) |  | – |  | Gusar Mlini | 9:8, 8:12 |

## Poveznice
- Prvenstvo Hrvatske u vaterpolu 2014./15.
- 1. B vaterpolska liga – sezona 2015.
- 3. HVL 2015.